# Bickington
Pour les articles homonymes, voir Bickington (homonymie).
Bickington est un village et une paroisse civile du Devon, situé dans l'Angleterre du Sud-Ouest. 